# Utivarachna fukasawana
Espèce
Utivarachna fukasawana est une espèce d'araignées aranéomorphes de la famille des Trachelidae.

## Distribution
Cette espèce est endémique de Bornéo. Elle se rencontre en Malaisie au Sabah et au Brunei.

## Description
La femelle néotype mesure 5,70 mm et le mâle 7,70 mm.

## Publication originale
- Kishida, 1940 : Notes on two species of spiders, Doosia japonica and Utivarachna fukasawana. Acta Arachnologica Tokyo, vol. 5, no 2, p. 138-145.